# We Are Friends
We Are Friends è una serie di compilation pubblicate annualmente a partire dal 2012 dall'etichetta indipendente mau5trap.

## Descrizione
Le compilation sono composte da tracce prodotte dagli artisti che hanno firmato sotto l'etichetta come Attlas, Rezz, No Mana e i_o; ma anche da artisti emergenti e dallo stesso deadmau5, boss dell'etichetta. Lo scopo delle compilation è quello di promuovere e sostenere artisti emergenti.

## Tracce

### Volume 1 (2012)
1. Tom Staar - Home
2. James Njie - Room Modes
3. Tom Neville - Vision Flash
4. Heat Maxwell - Uprising
5. Born Freak - Cocktail Bar
6. Henry Gould - Wanker Banker
7. River Accorsi - MDCCLXXVI
8. Kairo Kingdom - The Sound of Now
9. Buddygirrl - Fly

### Volume 2 (2013)
1. deadmau5 - Your Ad Here
2. deadmau5 - Suckfest9001
3. BSOD - Super Breakfast
4. Aron H - Entrance
5. Eekkoo - Lekture
6. Heat Maxwell - FreakShow
7. James Njie - In Transit
8. James Njie - The Right Time
9. Kairo Kingdom - 3030
10. Kairo Kingdom - Machine Empire
11. Al Bizzarre - Crime

### Volume 3 (2015)
1. Attlas - Sabs
2. Eekkoo - B61
3. Enzo Bennet - E1 6QL
4. Fehrplay - Pyara (Live Edit)
5. Heat Maxwell - Grindhouse
6. James Njie - Diode
7. Matt Lange - Scorched Earth Policy
8. Neus - Amanita
9. Pig&Dan - Empty
10. Proxy - Oldboy
11. Reid - Blood

### Volume 4 (2015)
1. Attlas - Boxed
2. BlackGummy - Lullaby
3. Draft - If
4. Enzo Bennet - Maestro
5. James Njie - Spectre
6. Matt Lange - Nice Shades, Wesley
7. Monstergetdown - Extinktion
8. Neus - Rely on Me
9. No Mana - Momentarily
10. Rezz - Serenity
11. Wax Motif - Let Go

### Volume 5 (2016)
1. deadmau5 - Saved
2. Attlas - Crawl
3. BlackGummy, Brooks - Neverdearer
4. Dom Kane - Running Out
5. Draft - Arara
6. Eekkoo - Hell Is Other People (Matt Lange Remix)
7. Enzo Bennet - Naga
8. Monstegetdown - Brainworms
9. Neus - I Need You
10. No Mana - Someone to Write About
11. Oliver Winters - Walking Heavy
12. Rezz - Voice in the Wall

### Volume 6 (2017)
1. deadmau5 - Polaris
2. deadmau5, Attlas - Bad at Titles
3. Attlas - The Machinery Chewed
4. BlackGummy - Descend (VIP)
5. Blue Mora - Noi
6. Dom Kane - Low Pass Friends
7. Draft - Eyes Shut
8. Eddie - No Time
9. Enzo Bennet - As Tave Myliu
10. HolyU - Hidden Lines
11. Monstergetdown - Maybe Nothing
12. Neus - Fat Machine
13. No Mana - Laser Beam
14. Notarek - Abyss
15. Oliver Winters - Stand Your Ground
16. Rinzen - Renegade
17. Robert Oaks - It's Coming
18. SevenDoors - To the Depth
19. Tinlicker - As We Wake
20. Attlas - Burned (Matt Lange Remix)
21. deadmau5, Grabbitz - Let Go (Nemesiz Remix)

### Volume 7 (2017)
1. Attlas - Cold Mountain Air
2. BlackGummy - Kt (Bentley Dean Remix)
3. Blue Mora - Anima
4. Budd - Bloody Valentine
5. deadmau5, Grabbitz - Let Go (Grabbitz Edit)
6. Dom Kane - Psycho Schematics
7. Eddie - Registration
8. Electrocado - Lord Dustwang
9. Enamour - Embody
10. Enzo Bennet - Durrant Miller
11. Frankyeffe, Seismal D - Superior
12. Heyz - Only Now
13. i_o - Warning
14. Kayve - Cat Reused
15. Matt Lange - My Rose
16. Moguai, Tinlicker - Bright Light
17. Monstergetdown - Fluttered
18. Monstergetdown, Rhett - Sanctuary
19. Mr. Puddles - Here to Play
20. Notarek - Retribution
21. Ocula - Caerus
22. Rhett - Escalada
23. Rinzen - The Return

### Volume 8 (2019)
1. deadmau5 - Imaginary Friends (i_o Remix)
2. Ashe - Komorebi
3. Attlas, HolyU - Minor Rain
4. Bentley Dean - Coagulation
5. Blue Mora - Luna Rough
6. Budd, Bluum - Square One
7. C.O.Z - Vipassna
8. Chris Waldt, KMRU - Sprungus
9. Dead Space, C.H.A.Y. - Shaded
10. Dillon Nathaniel - Artifice
11. DkA - I'm Nothing
12. Dom Kane - Voices in My Head
13. Dusty Kid - Ylaxia
14. Eddie - Zombie Mannequin
15. Eekkoo - Alligators
16. Enamour - Lifeforms
17. Librae, Seismal D - Rainfall
18. i_o - 404 Anonymous
19. Kayve - Welcome to the Kayve
20. Kindrid - Dynamia
21. Lunr - Memories
22. Mariatti - Dark Loto
23. Mark MacKenzie - Surge
24. No Mana - Tell Me Most
25. Ocula - To No Avail
26. Reuben Keeney - Siren Talks
27. Rhett - Sin Again
28. Sara Landry, 6058 - Bird Ghost
29. SevenDoors - Titus
30. Speaker of the House, Bette Miller - Island
31. Thin King, HolyU - Metropolitan
32. Dom Kane - Structures (Sysdemes Remix)
33. Eddie - Healing (Julian Gray Remix)
34. Electrocado - Bogan Philosophy (Left/Right Remix)
35. Julian Gray - It Is What It Isn't (Arcadia 87 Remix)

### Volume 9 (2019)
1. deadmau5 - ASeed
2. Ashe - Human
3. Bentley Dean - 1348
4. C.H.A.Y., Monstergetdown - Wanted
5. Corvad - I Am Control
6. Donny Carr - Luna Brave
7. Egomorph - Magmagat
8. Flip-Flop - Kuta
9. Floret Loret - Embers
10. Ghost Dance - Release the Pressure
11. Hvdes - Let Me Go
12. Imanus, Buunshin - Overwerk
13. Keetz - London1790
14. Kindrid - Subconscious
15. Low Poly - Afters
16. Maison Ware - Shibuya
17. Mr. Bill, Bandoum - Lotus
18. One True God - Come to Me
19. Posij - Airwolf Six
20. Speaker Honey - Shoyu
21. SVNF8 - Facing Reality
22. Joy Downer - Plastic Warp (Jay Robinson Remix)
23. Matt Lange, Deniz Reno - Space Between (Julian Gray Remix)

### Volume 10 (2021)
1. deadmau5 - Arguru 2k19
2. Attlas, Colleen d'Agostino - Feels Like
3. BlackGummy, .ATM - Trouble in Paradise
4. Eddie - Boondoggle
5. Eekkoo - Mando
6. Fehrplay - Wildcard
7. Grabbitz - Fly on the Wall
8. Matt Lange - Morbidly Obese (Redacted Mix)
9. Moguai - Flash
10. Mord Fustang - Better with Friends
11. Mr. Bill, M4ndy - Ride or Die
12. Notarek - Airlock
13. No Mana - Illegal Screenshots
14. Pig&Dan - Loving
15. Rinzen - '90s Child
16. Tommy Trash - Be
17. Wolfgang Gartner - Cosa Nostra
18. Zonderling - Spannend

### Volume 11 (2023)
1. deadmau5, YTCracker - Antisec
2. deadmau5 - XYZ
3. Kasablanca - Transitory
4. Lamorn - Another Day
5. Morgin Madison, Vania - All I Need
6. Dustycloud - Buried
7. Bensley - Never Enough
8. Lupa - Feel You (Beside Me)
9. DJ Dee - You're My Ecstasy
10. Psycho Boys Club - Hold Your Attention
11. Mari Ferrari - Tempted
12. deadmau5 - XYZ (Nero Remix)
13. Pedestrian Tactics - I Like Math
14. Raito - Mike & Nina
15. Eddie - Klubslaya
16. Speaker Honey - Soul
17. Ghost Dance - Become the Machine
18. Maison Ware - Zone 62
19. Ashe - Plastic Snow
20. Star Seed - 11:11
21. Wintersix, Alisky - Rain
22. Who's John? - Burning Inside
23. SVNF8 - Show Me
24. Sysdemes, Sarah Yong - Shattered Pieces
25. ShadowStar - Ephemera
26. AstroBear - So Says the Sea